# Chimarrogale phaeura
Chimarrogale phaeura је сисар из реда Soricomorpha и фамилије Soricidae.

## Угроженост
Ова врста се сматра угроженом.

## Распрострањење
Врста има станиште у Малезији и Индонезији (непотврђено).

## Станиште
Станишта врсте су шуме, планине и слатководна подручја. 
Врста је присутна на подручју острва Борнео у Индонезији.